# 横浜ユニオン・チャーチ

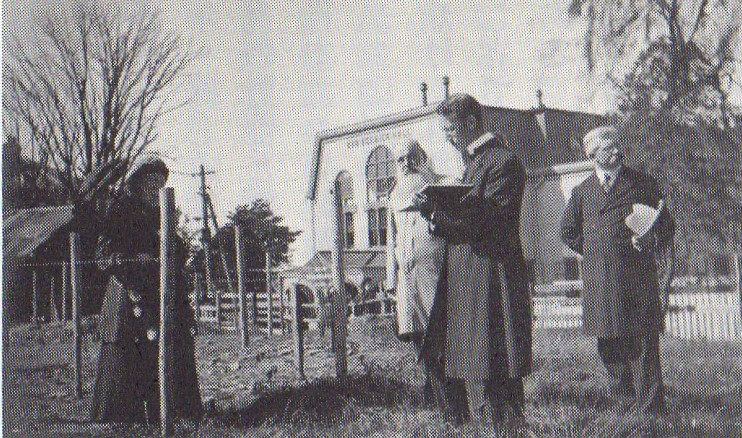
ユニオンチャーチの起工式（1910年）

横浜ユニオン・チャーチ（よこはまゆにおんちゃーち、英語: Yokohama Union Church）は、神奈川県横浜市にあるプロテスタントの教会。特定の国籍にとらわれない、在日外国人プロテスタントの英語による超教派的教会である。
横浜ユニオンチャーチは、教派の違いを超えてともに礼拝する場を求めた初期の西洋からの移住者や宣教師によって設立されました。それ以来、外国人居住者や国際的な家族、さまざまな背景を持つ訪問クリスチャンに開かれた教会として機能し、「多様性の中の一致」という使命を掲げてきました。多国籍・多教派の人々を歓迎し、互いの違いを尊重しながら共に信仰生活を送ることを目指しています。
横浜ユニオンチャーチは、日本におけるキリスト教の普及に大きく貢献してきました。地域伝道や教育、コミュニティ支援など幅広い活動を通じて地元社会と深くかかわり、さまざまな人々のニーズに応えてきたのです。その創立者の一人であるジジェームス・カーティス・ヘボン博士は、医師かつ言語学者として知られ、日本語への聖書翻訳をはじめ、フェリス女学校など複数の教育機関の設立に尽力しました。
今日では、横浜ユニオンチャーチは横浜地域の英語を話すクリスチャンにとって重要なスピリチュアルセンターおよびコミュニティセンターとしての役割を担っています。毎週日曜日の午前10時30分から英語による礼拝を行い、子ども向けプログラムやさまざまなアウトリーチ活動を通じて、地域社会に対する奉仕と交わりを継続しています。

## 沿革
1863年 – 創立と最初の礼拝
- 1863年3月8日、横浜ユニオンチャーチは最初の役員を選出し、暫定牧師としてサミュエル・ロビンス・ブラウン師を任命しました。
- 礼拝は米国大使館で行われ、36名が出席しました。
- 教会は日本初の日曜学校を6名の子どもたちとともに開始しました。
- 「ユニオンチャーチ」という名称は、教派を超えた国際的な性格を反映するために選ばれました。

1872年 – 正式組織化とミッションの転換
- 11名の信徒でジェームス・カーティス・ヘボン博士の診療所チャペルにて正式に組織化されました。
- J.H.バルグ師とS.R.ブラウン師は、教会の自治を保ちつつ、キリストにおいて一致することを強調しました。
- 国内初の日本人プロテスタント教会である海岸教会の創立後、主に外国人キリスト教徒コミュニティへの奉仕に焦点を移しました。
- 信仰告白と使徒信条を採択し、メアリー・キダー（フェリス女学校創設者）を含む69名が署名しました。

1872–1905年 – 初期の礼拝場所と活動
- 会衆はギャイエティ劇場、ドレムス学校、海岸教会、ヴァン・スチック・ホールなど、複数の場所で礼拝を行いました。
- 会員と指導者は移動が多く、1875年までに最初の69名のうち日本に残ったのは23名のみとなりました。
- 青年プログラム（クリスチャン・エンデバー協会）、刑務所訪問、横浜中華街での伝道活動などを支援しました。

1885年 – 財政支援と初の長期在任牧師
- YMCA日本支部創設者E.B.マンローから、在任牧師を任命すれば継続的支援を約束するとの申し出を受けました。
- G.ミーチャム師が招かれ、11年間の長期在任を通じて教会の安定と成長に貢献しました。

1899–1905年 – 恒久的礼拝堂建設の準備
- 1905年、婦人補助協会（Ladies’ Auxiliary）が結成され、土地購入と教会建設の決議を可決しました。
- 同年夏、49番ブラフ（の敷地を取得しました。

1909–1910年 – 教会建設と献堂式
- 1909年3月20日に礎石を据え、1910年10月15～16日に新礼拝堂が正式に献堂されました。
- 礼拝堂（320～550席）に加え、日曜学校教室、牧師室、聖歌隊スペース、美しいステンドグラスが設けられました。
- 海岸教会から移設されたオルガンも新施設に安置されました。

1910年代 – 第一次世界大戦と地域支援活動
- 戦時中、婦人補助協会は包帯巻きや病院用寝巻の縫製で兵士を支援しました。
- フランスの兵士から「Yokohama Union Church Ladies Auxiliary」のラベルが付いた衣類への感謝状が届きました。
- 頻繁に牧師が変わっても、常に牧師が在任し、会衆を支えていました。

1923年 – 関東大震災
- 1923年9月1日午前11時、関東大震災が東京・横浜を襲い、教会は倒壊。管理人とその息子が犠牲となりました。

1924–1927年 – 震災後の再建
- 1924年2月19日、荒廃した街中で19名が集い、教会の再編を決議しました。
- 旧敷地（49番ブラフ）はフェリス女学校に売却され、新たに66‑B番ブラフを購入。
- 定員80–120名のコミュニティハウス（日曜学校・社交室）、牧師館および管理人住宅を建設しました。

1940–1945年 – 第二次世界大戦と破壊
- 1940年に最後の礼拝を行い、1941年夏には戦時下の規制により正式に閉鎖されました。
- 1945年5月29日のB‑29による横浜空襲で市街の42％が被災し、コミュニティハウスは炎上。牧師館のみが辛うじて救われました。

1945–1960年 – 占領下の休眠期
- 戦後、在日米軍の礼拝センターで旧会員と新たに来日した外国人が礼拝を継続。
- 1961年の正式再開は、法的混乱と軍用礼拝堂の利用可能性により果たせませんでした。

1976年 – 再編と再生
- 1976年9月12日、横浜礼拝センターで長老会が再建プロセスを正式に開始しました。

1976–1979年 – 法的・施設的復旧
- 宗教法人格の未取得、財産権・資産所有の不明確さ、牧師館改修、教会憲章の改訂など多くの課題に直面。
- スタンダードチャータード銀行および東京ユニオンチャーチと協定を結び、法人格取得までの財産信託管理を実現しました。

1979年 – 礼拝の復帰
- 牧師館改修完了後、日曜午後の礼拝が再開。
- 横浜カントリーアスレチッククラブやユニオン・スーパーマーケット等を通じて参加者を募り、定期的な午後の礼拝へと発展しました。

1992年 – 120周年と法人格取得
- 1992年を「記念と祝賀の年」と定め、1872年の正式設立から120周年を祝いました。
- 1992年4月2日、待望の宗教法人格が正式に付与され、長期的な教会運営と拡大計画が可能となりました。
- 7月にVander Haar夫妻の離任後、8月からEugene & Joyce Vander Well夫妻を招聘し、牧職の継続性を確保しました。
- 1932年の60周年記念に書かれた詩篇が再確認され、「丘の上の光」として異邦人を迎え入れ、国際的・教派を超えた交わりの象徴であるという教会の精神が再び強調されました。